# 고성 운흥사 감로도
고성 운흥사 감로도(固城 雲興寺 甘露圖)는 대한민국 경상남도 고성군에 있는 감로도이다.
2000년 8월 31일 경상남도의 유형문화재 제356호 고성 운흥사 감로탱화로 지정되었다가, 2018년 12월 20일 현재의 명칭으로 변경되었다.

## 개요
효(孝) 사상과 결합하여 크게 성행한 감로탱화는 조상의 극락왕생을 위해 그린 불교그림으로, 부처를 극진히 대접하여 조상의 영혼이 지옥세계로부터 구제되기를 간절하게 기원하는 마음을 표현한 것이다.
이 그림은 크게 세부분으로 표현되었다. 그림의 맨 윗부분에는 불·보살의 모습이 표현되었고, 중간에는 부처님께 올리는 여러 가지 음식을 차려 놓은 성반(盛飯)이 마련되어 있으며, 그 아래에는 먹지 못해 고통받는 아귀왕과 함께 지옥장면, 싸우는 모습, 형틀에 묶여있는 모습, 광대패놀이, 호랑이에게 쫓기는 모습 등등 인간이 그 업보에 따라 겪게 되는 갖가지 장면들이 묘사되어 있다.

## 참고 문헌
- 고성 운흥사 감로도 - 국가유산청 국가유산포털